# Lymantria grisea
Lymantria grisea is een vlinder uit de familie van de spinneruilen (Erebidae), onderfamilie donsvlinders (Lymantriinae). De wetenschappelijke naam van de soort is voor het eerst geldig gepubliceerd in 1879 door Moore.
De lengte van de voorvleugel bedraag 17 tot 19 millimeter bij het mannetje en 21 tot 25 millimter bij het vrouwtje. 
De soort komt voor in oostelijk China en het zuidwesten van Yunnan, het noordoosten van India, Nepal, Myanmar, Taiwan en het noorden van Thailand.